# Červenec 2023
Toto je archivovaný článek z portálu Aktuality.
2. července – neděle
 V polském Krakově proběhl závěrečný ceremoniál, který oficiálně ukončil Evropské hry 2023. Česká výprava si odvezla 7 zlatých, 10 stříbrných a 11 bronzových medailí. 
6. července – čtvrtek
 Ukrajinský prezident Volodymyr Zelenskyj přiletěl do Prahy na svou dvoudenní oficiální návštěvu. 
 Společnost Meta Platforms spustila v USA a ve Spojeném království sociální síť Threads, přímého konkurenta sítě Twitter. 
11. července – úterý
 Leslie Van Houtenová, členka Mansonovy rodiny, byla podmíněně propuštěna z vězení. 
14. července – pátek
 Indická raketa LVM 3 odstartovala z kosmodromu Šríharikota a vyslala sondu Čandraján-3 k Měsíci. 
15. července – sobota
 Markéta Vondroušová se stala třetí českou wimbledonskou vítězkou, když ve finále ženské dvouhry porazila Ons Džábúrovou. 
16. července – neděle
 Wimbledon 2023: Tenistky Sie Šu-wej a Barbora Strýcová zvítězily ve finále ženské čtyřhry. 
17. července – pondělí
 Krymský most přes Kerčský průliv byl uzavřen po sérii výbuchů a zhroucení jednoho pole silniční mostovky. Při výbuchu zemřeli dva lidé a jeden byl zraněn. 
 Rusko odmítlo prodloužit dohodu o vývozu ukrajinského obilí a zaručení bezpečnosti plavby lodí v Černém moři. 
18. července – úterý
 Čínský konglomerát Evergrande Group zveřejnil konsolidovanou ztrátu ve výši 81 miliard USD. 
20. července – čtvrtek
 V Austrálii a Novém Zélandu začalo Mistrovství světa ve fotbale žen 2023. 
 Irácká vláda označila švédskou velvyslankyni Jessicu Svärdströmovou za nežádoucí osobu. 
21. července – pátek
 Vyšetřovací výbor Ruské federace zadržel bývalého zpravodajského důstojníka Igora Girkina. 
23. července – neděle
 Ruský raketový útok poškodil Chrám Proměnění Páně v centru ukrajinského přístavního města Oděsa. 
 Ve španělských parlamentních volbách těsně zvítězili opoziční lidovci s 33 % hlasů před vládními socialisty s 31,7 %. 
24. července – pondělí
 Izraelský Kneset schválil kontroverzní zákon o reformě Nejvyššího soudu. Opoziční poslanci na protest opustili sál. Část příslušníků záložních sil také odmítla nadále sloužit v izraelské armádě. 
 Po vlně veder a probíhajících lesních požárech na řeckém ostrově Rhodos vypukl další požár na Korfu, hořelo také na poloostrově Peloponés či na ostrově Evia. Evakuovány byly desítky tisíc lidí. 
26. července – středa
 Nigerský prezident Mohamed Bazoum byl sesazen při vojenském převratu. Za novou hlavou státu se prohlásil Abdourahamane Tiani. 
 Bývalý zpravodajský důstojník David Grusch podal v Kongresu veřejnou výpověď o programu amerického letectva zkoumajícím fenomén UFO. 
28. července – pátek
 Ukrajina oficiálně změnila datum slavení Vánoc na 25. prosinec. Pravoslavná církev Ukrajiny již dříve přijala gregoriánský kalendář. 
 Ve věku 76 let zemřela herečka Jana Šulcová. 
30. července – neděle
 Regionální organizace ECOWAS dala nigerské vojenské juntě týdenní ultimátum k opětovnému nastolení vlády svrženého prezidenta Mohameda Bazouma. 